# Municipio de Buckeye (Iowa)
El municipio de Buckeye (en inglés: Buckeye Township) es un municipio ubicado en el condado de Hardin en el estado estadounidense de Iowa. En el año 2010 tenía una población de 289 habitantes y una densidad poblacional de 3,13 personas por km².

## Geografía
El municipio de Buckeye se encuentra ubicado en las coordenadas 42°26′3″N 93°23′43″O / 42.43417, -93.39528. Según la Oficina del Censo de los Estados Unidos, el municipio tiene una superficie total de 92.45 km², de la cual 92,42 km² corresponden a tierra firme y (0,04 %) 0,04 km² es agua.

## Demografía
Según el censo de 2010, había 289 personas residiendo en el municipio de Buckeye. La densidad de población era de 3,13 hab./km². De los 289 habitantes, el municipio de Buckeye estaba compuesto por el 100 % blancos. Del total de la población el 0 % eran hispanos o latinos de cualquier raza.